# Cristoforo Colombo (transatlantico)
La turbonave Cristoforo Colombo è stata un transatlantico italiano della "Italia - Società di Navigazione" di Genova, società appartenuta al gruppo IRI - Finmare, meglio conosciuta nel mondo internazionale della navigazione con il nome di Italian Line.

## Caratteristiche
Venne costruita nei Cantieri navali Ansaldo di Genova Sestri Ponente e varata nel 1952, era gemella dell'Andrea Doria, della stessa società, affondata nel 1956 a seguito dello scontro in mare aperto con il transatlantico svedese Stockholm. La nave presentava lo stesso aspetto e le stesse caratteristiche tecniche della gemella Andrea Doria, dalla quale differiva per l'adozione dell'impianto elettrico a corrente alternata trifase invece che a corrente continua e inoltre per gli arredi interni e per alcuni particolari.
La nave, lunga 213,59 metri, larga 27,41 metri, aveva un apparato propulsore a turbine capace di erogare una potenza di 35.300 cavalli in grado di spingere la nave alla velocità di 26,60 nodi; poteva trasportare 218 passeggeri di prima classe, 321 di classe cabina, 703 in classe turistica.

## Servizio

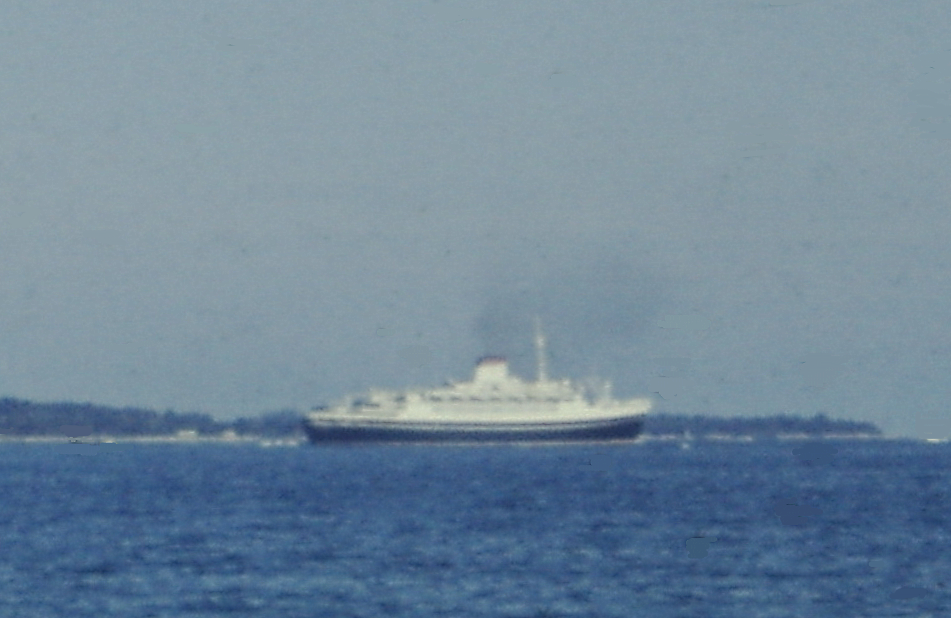
Nave passeggeri italiana Cristoforo Colombo - Costa Azzurra, nel maggio 1962

Per il suo viaggio inaugurale, il transatlantico partì dal porto di Genova, al comando del Comandante CSLC Pasquale Pizzuto, il 15 luglio 1954, facendo scalo a Cannes, Napoli, Gibilterra e Ponta Delgada (nelle Azzorre), per poi giungere a New York.
Nella primavera del 1964, la Cristoforo Colombo trasportò la Pietà di Michelangelo dal Vaticano alla Fiera mondiale di New York svoltasi in quell'anno. La Pietà fu messa in una cassa riempita di schiuma di plastica e collocata su una base di gomma nella piscina di prima classe, dove si stimava si sarebbe verificato il minimo danno. Durante il caricamento effettivo, la Cristoforo Colombo era stata posta in un bacino di carenaggio in modo che non ci fosse alcun movimento che potesse mettere a repentaglio la cassa e il suo contenuto. La cassa venne assicurata solo con dei moschettoni facilmente rimovibili in modo che potesse essere rilasciata facilmente in caso di incidente. Nel caso in cui la Cristoforo Colombo fosse naufragata durante il viaggio, la cassa avrebbe avuto la capacità di galleggiare. A New York la cassa venne sollevata da una gru galleggiante pesante su una chiatta che era stata affiancata alla nave. 
Lo scafo venne completamente ridipinto di bianco nel 1966 per armonizzarlo con le altre navi della compagnia di navigazione, che per il colore dello scafo delle proprie navi aveva abbandonato il colore nero per sostituirlo con il bianco.
Nel 1973 la nave venne destinata al servizio in Atlantico meridionale in sostituzione del transatlantico Giulio Cesare che aveva sofferto gravi problemi meccanici, operando sulle rotte per il Sud America per altri quattro anni fino al 1977, anno nel quale per disposizioni del Ministero del Tesoro, fu chiusa la linea passeggeri gestita con navi della Flotta di Stato.
Il governo venezuelano decise di acquistare il transatlantico. Infatti, nella seconda metà degli anni settanta, quasi 20 anni dopo la fondazione della Corporación Venezolana de Guayana (CVG), la nascente Ciudad Guayana era in costruzione e solo poche strutture erano state completate; essendo una nuova città, mancavano le infrastrutture necessarie per ospitare tecnici e professionisti, che erano venuti a lavorare per la realizzazione del cosiddetto "Piano IV" Sidor, da qui l'interesse del governo venezuelano all'acquisto. Il transatlantico giunse a Puerto Ordaz, Ciudad Guayana nel settembre 1977 e, ancorato sul fiume Orinoco nella zona industriale Matanzas, fu ribattezzato "Residencias Cristóbal Colón". Divenne subito una attrazione popolare in quanto il bastimento era famoso per aver trasportato sultani, stelle del cinema, celebrità e personalità del tempo.
Nel 1981 la nave venne venduta per demolizione ad una compagnia di Taiwan. Al suo arrivo a Kaohsiung venne rimorchiata a Hong Kong nella speranza che qualcuno volesse acquisire la nave, ma non avendo trovato acquirenti la nave venne riportata a Kaohsiung nell'autunno del 1982 dove venne smantellata e demolita nel 1983.